# 安远门
34°16′40″N 108°56′33″E / 34.27778°N 108.94259°E

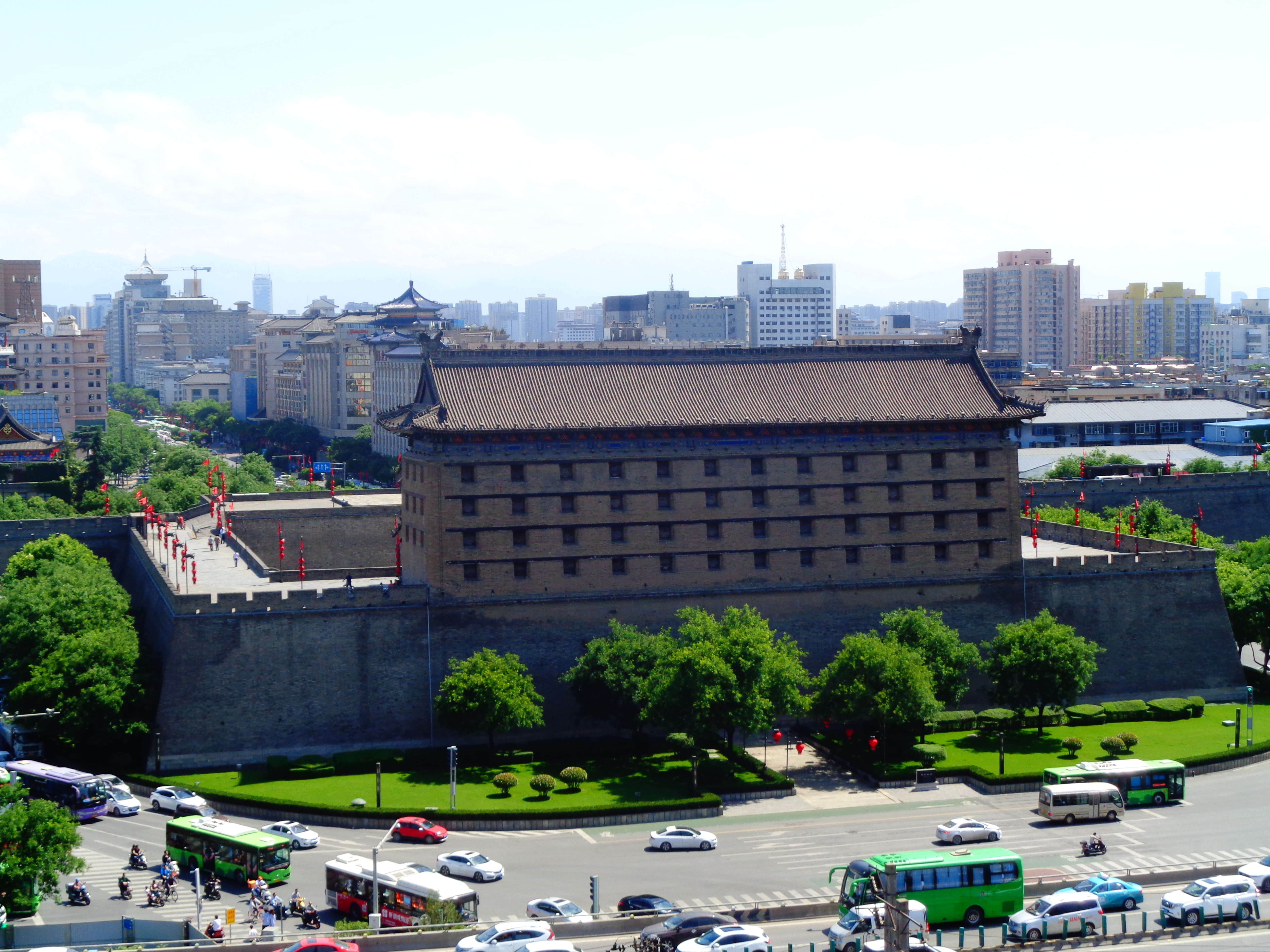
安远门（2019年5月）

安远门，是西安城墙正北门，位于北城墙中部偏西。其位置原为唐长安太极宫与东宫交界的宫墙中段，唐末韩建改筑新城时被隔在北城墙之外。明洪武初，向北扩建西安府城时新建安远门，后历清代、民国，沿袭至今。安远门正楼门洞，现存民国元年6月（1912年），陕西都督张凤翙所题写的门楣。

## 历史
安远门址原为唐长安太极宫与东宫交界的宫墙中段，唐末韩建改筑新城时被隔在北城墙之外。明洪武七年至十一年（1374年至1378年），向北扩建西安府城时新建安远门。
今安远门存瓮城、箭楼及二重门洞。
- 安远门闸楼，始建于明崇祯九年（1636年）。民国初年，因于护城壕上架设桥梁，拆除闸楼及吊桥、月城。现已无存。

- 安远门箭楼，始建于明洪武十一年（1378年）。后又经明嘉靖五年（1526年）修葺，清乾隆四十七年（1782年）重修。1983年，因暴雨侵袭，楼基塌陷，楼体倾斜，先经抢修，后全面加固整修，沿袭至今。

- 安远门正楼，始建于明洪武十一年（1378年）。清宣统三年九月乙丑（1911年10月22日），陕西响应武昌起义，起义军在张凤翙带领下围攻安远门内东侧的满城，此战中安远门正楼被焚毁。现已无存。

- 安远门门洞，现已不再承担城市交通作用。1954年，于城门两侧各开辟两个券洞，供车辆行人通行。

## 地理位置
安远门为现西安城墙的北门，明清西安城北城门。位于西安城南北中轴线上。安远二字是继承中原汉族朝廷对边远少数民族采取的怀柔安抚政策，希望边远少数民族对朝廷知恩归顺。

## 图集

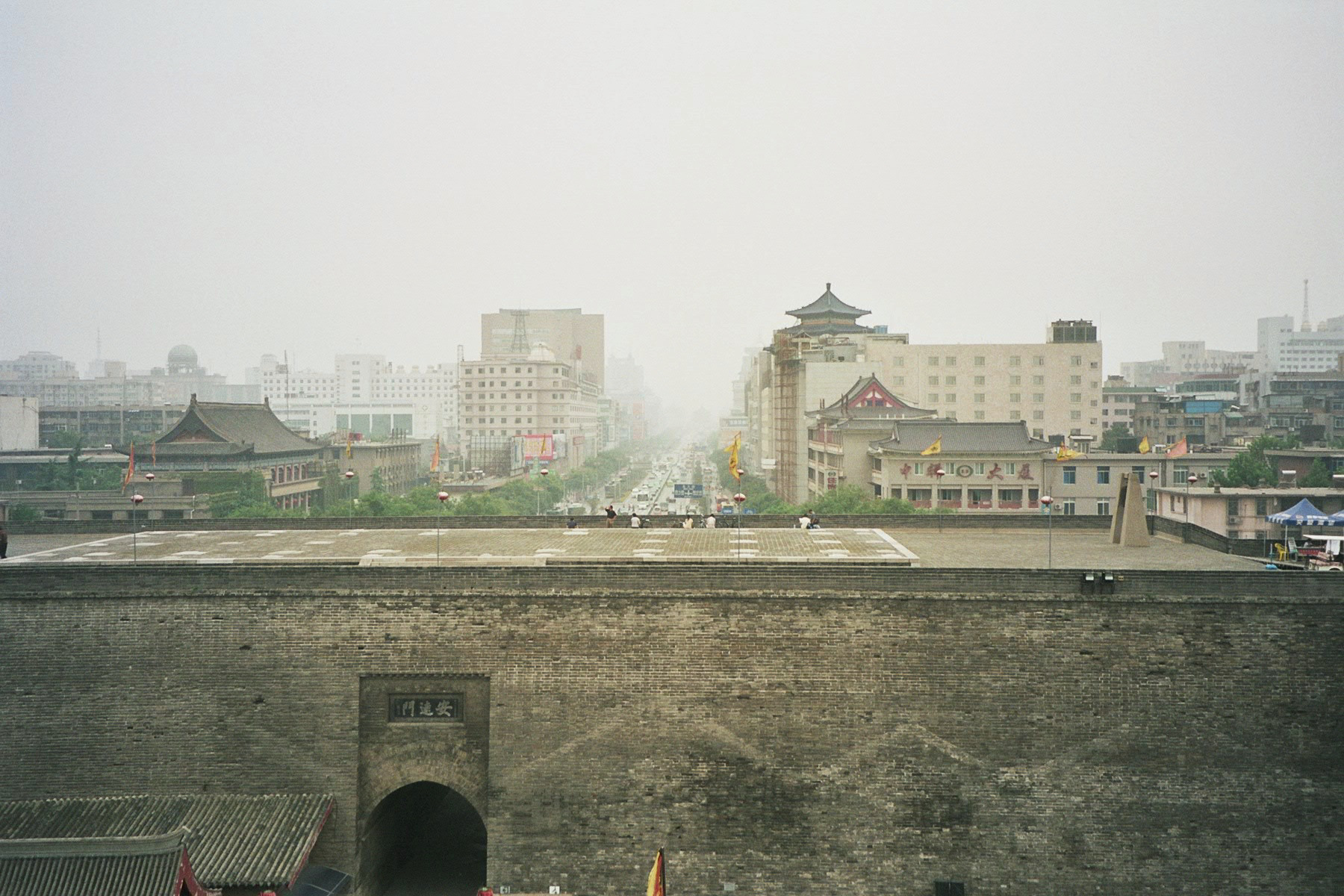
北门安远门瓮城上，正楼遗址
西安府安远门，Ernst Boerschmann摄于约1906年至1909年间
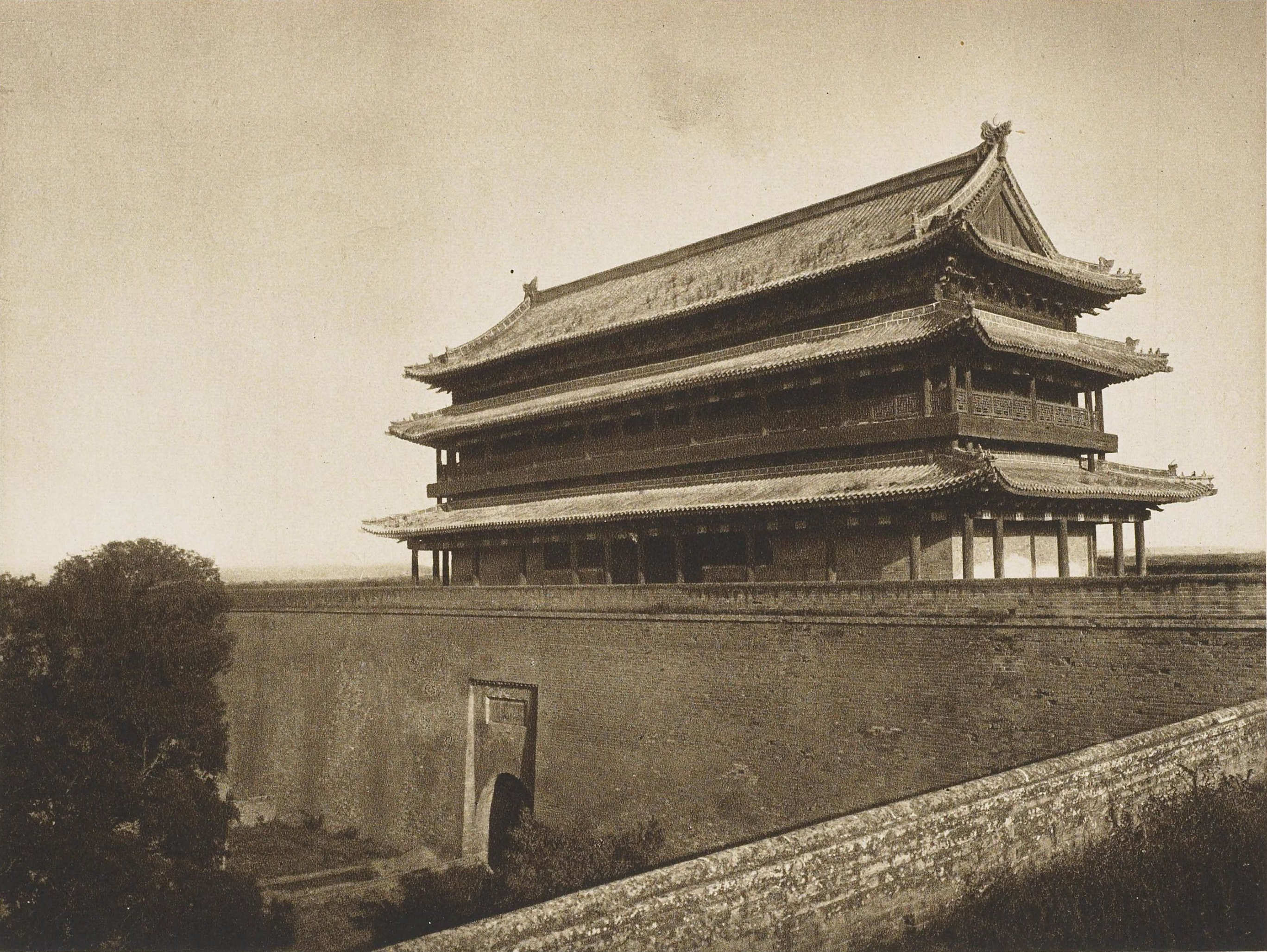
西安府安远门，Ernst Boerschmann摄于约1906年至1909年间